# E52

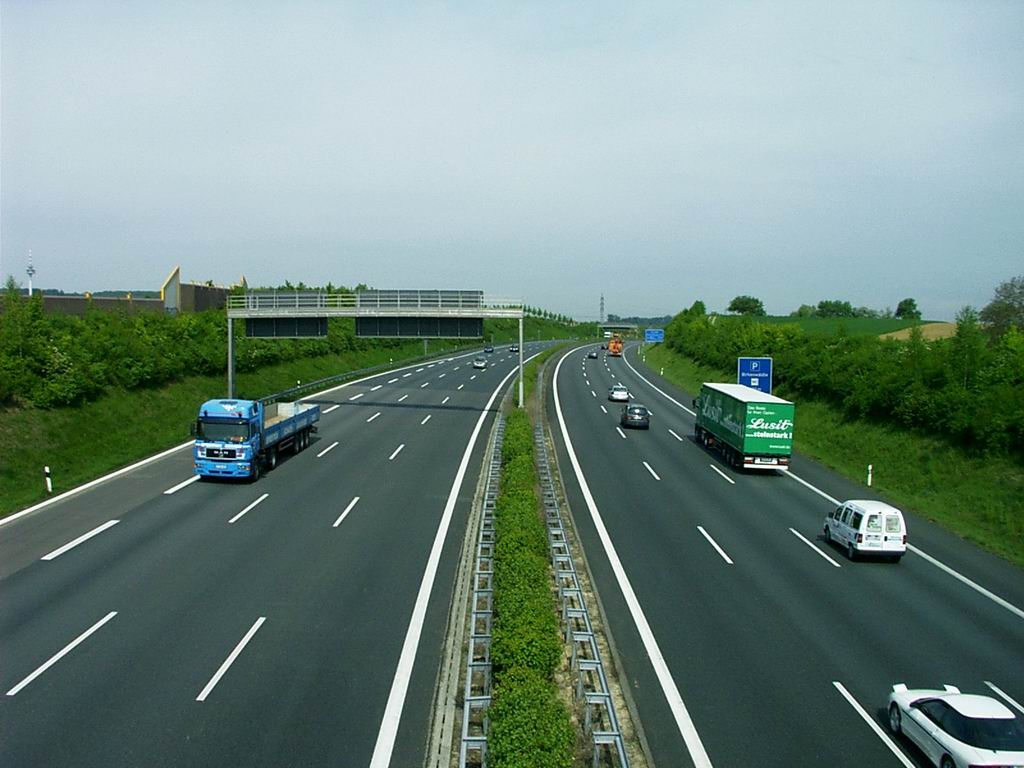
E52/A8 nära Karlsruhe

E52 eller Europaväg 52 är en 520 kilometer lång europaväg som börjar i Strasbourg i Frankrike, passerar Tyskland, och slutar i Salzburg i Österrike.
Den går nästan bara i Tyskland, och både Strasbourg och Salzburg ligger mycket nära gränsen till Tyskland. Vägen går helt inom EU och Schengenområdet, varför det sedan 1997 inte är några gränskontroller. Dock infördes 2015 tillfälliga gränskontroller mellan Tyskland och Österrike. Det skapade svåra bilköer på E52 vid gränsen.

## Sträckning
Strasbourg - (gräns Frankrike-Tyskland) - Appenweier - Karlsruhe - Stuttgart - Ulm - München - (gräns Tyskland-Österrike) - Salzburg

## Motorvägar
Delar av vägen är motorväg.
- A8 (motorväg, Tyskland) som följs genom nästan hela Tyskland

## Anslutningar
| - E25 - E35 gemensam sträcka - E41 - E43 |  | - E45 gemensam sträcka - E53 - E55 |